# Love You to Death (Type O Negative)
Love You to Death è un singolo del gruppo musicale statunitense Type O Negative, pubblicato il 12 agosto 1996 come primo estratto dal quarto album in studio October Rust.

## Tracce
1. Love You to Death (Edit) – 4:49
2. Summer Breeze (Rejected Radio Release) – 8:27
3. Love You to Death (Full Length) – 7:12

## Formazione
Gruppo
- Peter Steele – voce, basso
- Josh Silver – tastiera, sintetizzatore, effetti, voce
- Kenny Hickey – chitarra, voce
- Johnny Kelly – batteria

Produzione
- Josh Silver – produzione
- Peter Steele – produzione
- Mike Marciano – ingegneria del suono
- George Marino – mastering